# Brian Moore (politiker)
Brian Patrick Moore, född 8 juni 1943 i Oakland i Kalifornien, är en amerikansk politiker (socialist). Han var kandidat i 2008 års presidentval för Socialist Party USA och Liberty Union Party. Tidigare har han varit medlem i Demokratiska partiet och ställde upp som obunden kandidat – med stöd från Green Party of the United States – i  2006 års val till USA:s senat. Bland de frågor Moore driver finns demokratisk allmän kontroll av samhälle och ekonomi, deltagardemokrati, allmän sjukvård, högre sysselsättningsgrad och bostäder för alla.